# 257 (număr)
257 (două sute cincizeci și șapte) este numărul natural care urmează după 256 și precede pe 258 într-un șir crescător de numere naturale.

## În matematică
257:
- Este un număr impar.
- Este un număr deficient.[1][2]
- Este un număr prim.[3][4]
- Este un număr prim bun.[5][6]
- Este un număr prim echilibrat.[7][8]
- Este un număr prim Eisenstein fără parte imaginară și partea reală de forma 3n − 1.[9]
- Este un număr prim izolat.[10][11]
- Este un număr prim lung.[12][13]
- Este un număr prim neregulat.[14][15]
- Este un număr prim Pierpont.[16][17]
- Este un număr prim Pillai.[18][19]
- Este un număr prim plat.[20][21]
- Este un număr prim Solinas.[22][23]
- Este un număr Fermat,[24][25] fiind de forma {\displaystyle 2^{2^{n}}+1,} cu n = 3.
- Este al doilea cel mai mare număr Fermat prim.[26]
- Este un număr prim de forma {\displaystyle 2^{n}+1.}[27]
- Este un număr Jacobsthal–Lucas.[28][29]
- Un poligon regulat cu 257 de laturi este construibil cu rigla și compasul.
- Există exact 257 de poliedre convexe diferite combinatoric cu 8 vârfuri (sau, echivalent, grafuri cu 8 noduri 3-conectate).[30]

## În știință

### În astronomie
- Obiectul NGC 257 din New General Catalogue este o galaxie spirală cu o magnitudine 12,7 în constelația Peștii.
- 257 Silesia este un asteroid din centura principală.
- 257P/Catalina este o cometă periodică din sistemul nostru solar.

## În alte domenii
257 se poate referi la:
- Prefixul telefonic internațional pentru Burundi.